# MS Jan Heweliusz
MS Jan Heweliusz fue un ferry polaco construido en Noruega que lleva el nombre del astrónomo Johannes Hevelius (polaco: Jan Heweliusz) que servía en la ruta Ystad–Świnoujście. Fue construido en Noruega en 1977 y era propiedad de Polish Ocean Lines y operado por su filial Euroafrica Shipping Lines.
En las primeras horas del 14 de enero de 1993, volcó y se hundió a 27 metros (88 pies) de agua frente al cabo Arcona frente a la costa de Rügen en el mar Báltico mientras navegaba hacia Ystad con 64 pasajeros y tripulación. El accidente se cobró la vida de 20 tripulantes y 35 pasajeros. Diez cadáveres nunca fueron encontrados. Nueve personas fueron rescatadas. El hundimiento del Jan Heweliusz es el desastre marítimo más mortífero en tiempos de paz en el que ha estado involucrado un barco polaco.

## Historial operativo

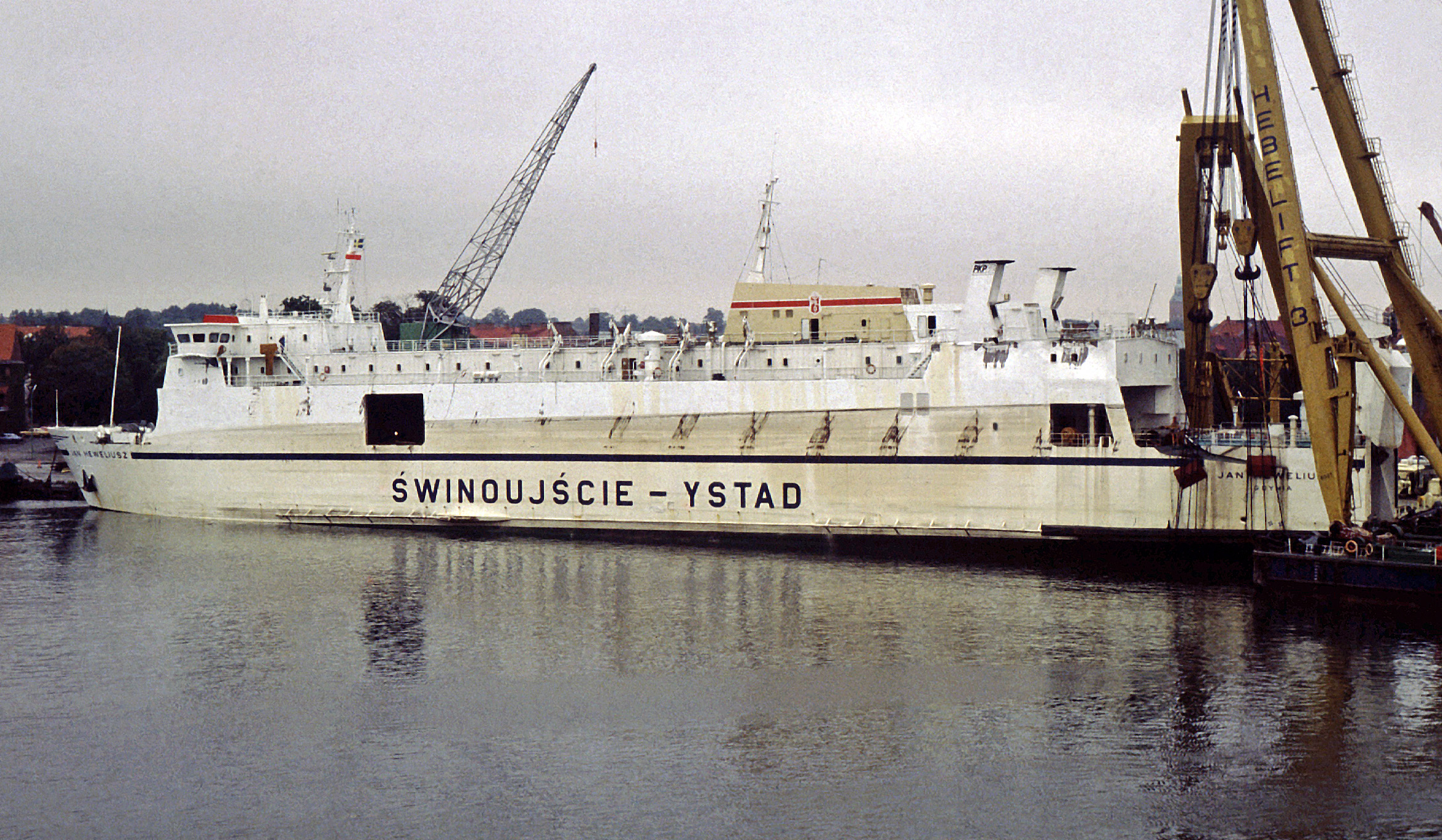
El Jan Heweliusz en 1982.

### Incendio de 1986
En septiembre de 1986 el barco sufrió un grave incendio. Nadie a bordo resultó herido, pero el barco sufrió graves daños. El barco fue reparado recubriendo las zonas dañadas con 60 toneladas de hormigón, lo que aumentó el peso del barco y afectó peligrosamente a su estabilidad: aparentemente se trataba de un método ilegal.

### Hundimiento en 1993

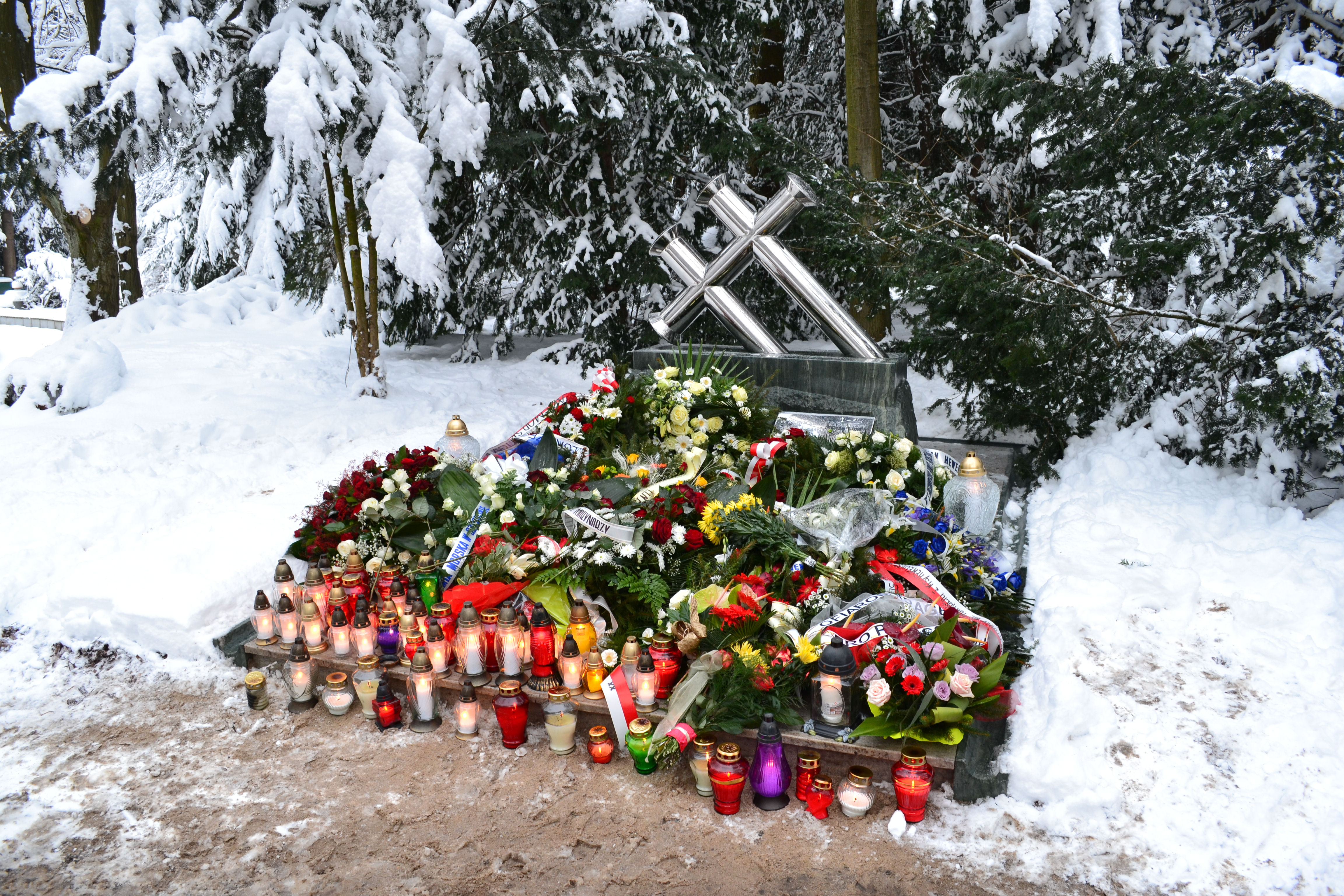
Monumento a las víctimas del Jan Heweliusz.

A las 04:10 del 14 de enero de 1993, el barco comenzó a escorarse con vientos huracanados estimados en 180 kilómetros por hora (50 m/s) o 112 mph. Volcó a las 05:12. Las olas alcanzaron hasta 6 metros (20 pies) de altura y los ferries en el cercano puerto de Sassnitz fueron cancelados. Antes de su hundimiento, el Jan Heweliusz había estado involucrado en 28 incidentes, entre ellos colisiones con barcos pesqueros, escora, fallo de motor y el mencionado incendio en 1986. Tuvo problemas de lastre y también había dañado su casco en Ystad durante el atraque, pero esto no se informó a las autoridades portuarias y sólo se hicieron reparaciones improvisadas. Zarpó con dos horas de retraso, transportando 10 vagones de ferrocarril procedentes de cinco países europeos.
La Cámara de Apelaciones de Marina de Gdynia atribuyó el accidente al mal estado técnico del barco, y al capitán, que murió en el accidente, también se le reprochó haber permitido que el barco navegara en un estado tan inadecuado para navegar.
En 2005, el Tribunal Europeo de Derechos Humanos de Estrasburgo dictaminó que la investigación oficial del hundimiento no fue imparcial y concedió 4.600 euros a cada uno de los once familiares de las víctimas.
Los restos del barco se encuentran a una profundidad de 27 metros (89 pies) y son visitados con frecuencia por buceadores.

## En la cultura popular
- En 2025 Netflix lanzará una miniserie de cinco capítulos basada en el desastre de 1993, titulada Heweliusz.[3][4]